# Jonadab
Jonadab ist im Alten Testament der Name zweier Personen.

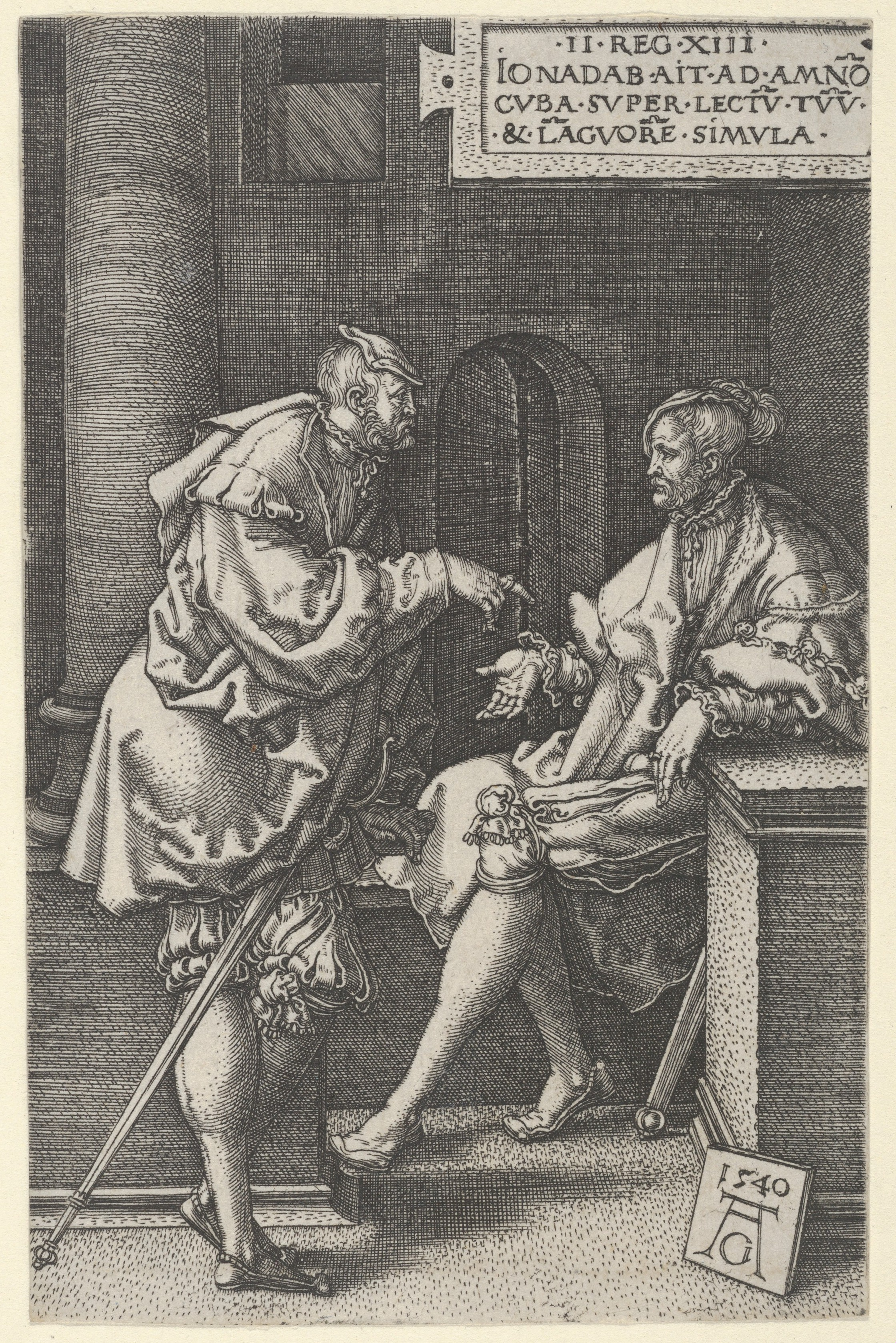
Jonadab berät den Prinzen Amnon (Kupferstich von Heinrich Aldegrever, 1540)

## Etymologie
Der hebräische Name Jonadab wird im MT entweder יְהֹונָדָב jəhônādāv oder יֹונָדָב jônādāv geschrieben. Es handelt sich in beiden Fällen um Satznamen, deren Bedeutung abgesehen vom verschiedenen theophoren Element gleich ist. Das Subjekt (יְהֹו jəhô oder יֹו jô) ist JHWH, das Prädikat gehört zur Wurzel נדב ndv „freigiebig sein / freiwillig geben / spenden“. Der Name bedeutet daher „JHWH hat (ihn) gespendet“.

## Jonadab, Schimas Sohn
Er war ein Mitglied der Davidsfamilie und Berater am königlichen Hof („ein sehr kluger, weiser Mann“ (2 Sam 13,3 )). Insbesondere gab er Amnon den fatalen Rat, wie er seine Schwester Tamar in seine Gewalt bringen könnte; er war es auch, der David darüber aufklärte, dass Absalom Rache an Amnon geübt hatte, da er die Hintergründe kannte. Das Kapitel 2. Samuel 13 mit der Geschichte von Amnon und Tamar gilt als ein erzählerisches Meisterwerk in der Hebräischen Bibel.

## Jonadab, Rechabs Sohn
Dieser war ein Zeitgenosse Jehus (2. Könige 10). Er gab seinen Nachkommen, den Rechabitern, das Gebot, keinen Wein zu trinken, was diese auch befolgten (Jeremia 35).